# National Historic Landmark in California

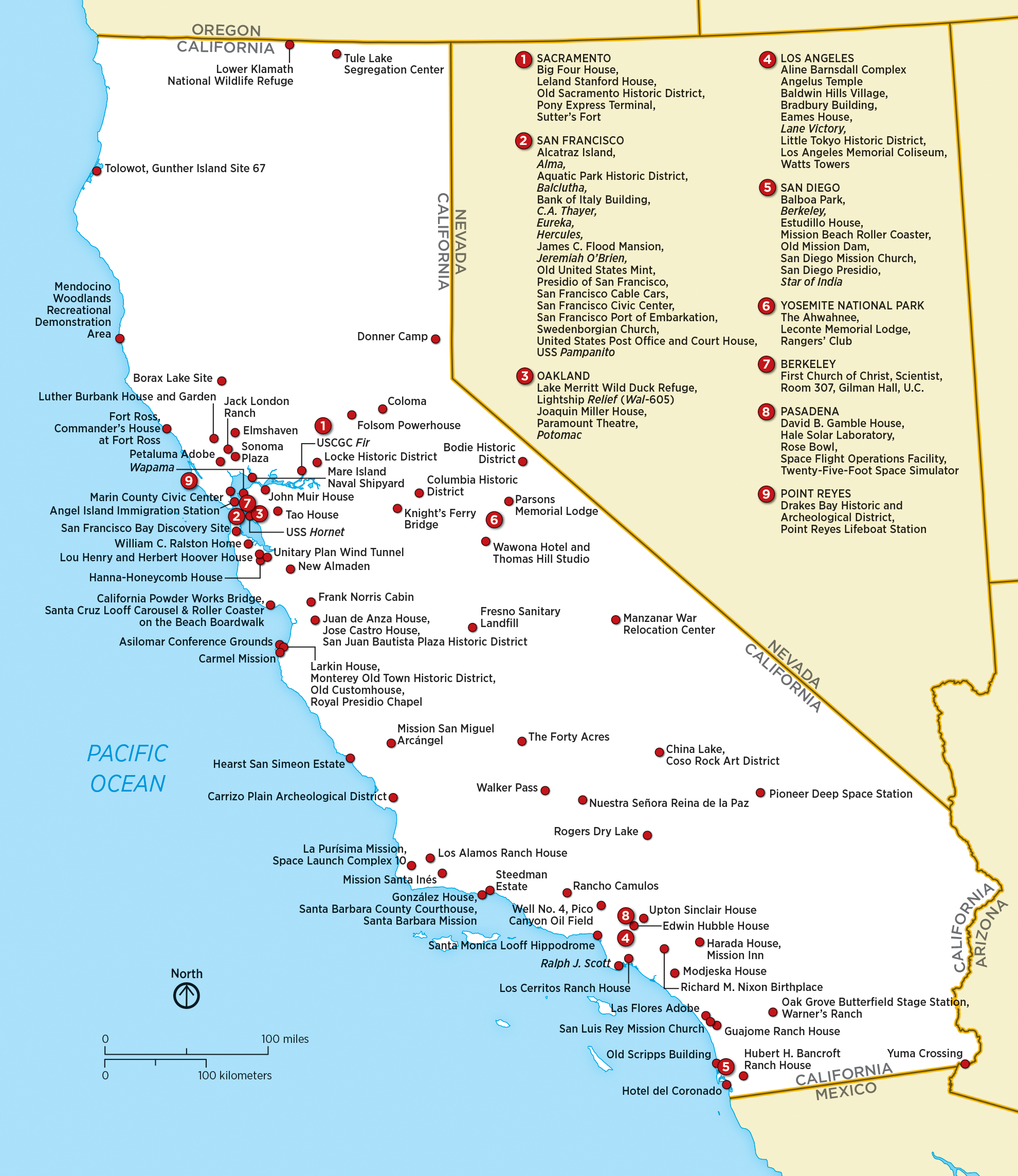
California National Historic Landmarks

Questa è una lista completa dei National Historic Landmarks in California. Il programma National Historic Landmark (NHL) è stato gestito sotto l'egida del National Park Service e riconosce strutture, distretti, oggetti e risorse simili a livello nazionale in base ad un elenco di criteri di rilevanza nazionale. Gli elenchi dello stato della California esprimono la diversità del patrimonio della California, inclusi i popoli pre-colombiani, i periodi spagnoli e messicani, l'attività marittima, l'esplorazione spaziale e molti altri temi.

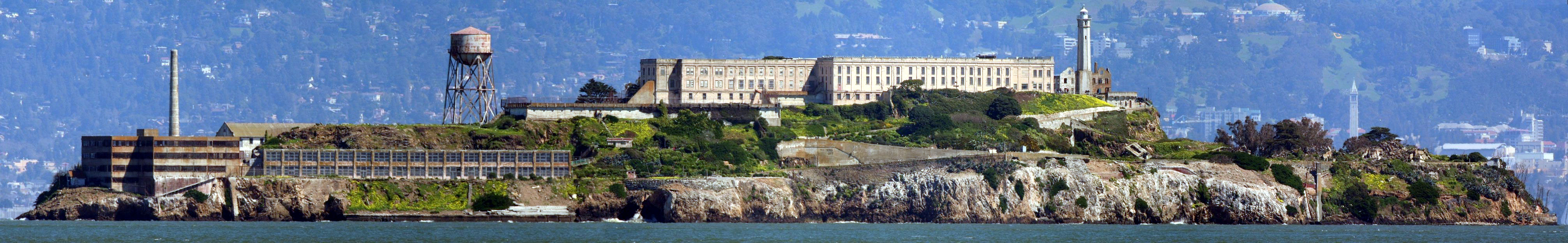
L'Isola di Alcatraz nella Baia di San Francisco, un National Historic Landmark dal 1986.

La tabella seguente elenca tutti i 145 siti, insieme a dettagli aggiunti e descrizione. I siti sono distribuiti in 36 delle 58 contee della California.

## Attuali NHLs
Un sito, Yuma Crossing and Associated Sites, è condiviso con l'Arizona ed è elencato dal National Park Service in quello stato. Invece il Lower Klamath National Wildlife Refuge è condiviso con l'Oregon ma accreditato in California.
| N. | Nome                            | Foto | Data designata               | Luogo                       | Contea        | Descrizione |
| -- | ------------------------------- | ---- | ---------------------------- | --------------------------- | ------------- | --- |
| 1  | The Abbey, Joaquin Miller House |      | 29 dicembre 1962 (#66000204) | Oakland                     | Alameda       | Joaquin Miller, noto come il "Poeta delle Sierras", visse qui dal 1886 fino alla sua morte nel 1913.               |
| 2  | The Ahwahnee                    |      | 28 maggio 1987 (#77000149)   | Parco nazionale di Yosemite | Mariposa      | Il National Park Service costruì un hotel nel Parco nazionale di Yosemite; disegnato da Gilbert Stanley Underwood. |
| 3  | Alcatraz                        |      | 17 gennaio 1986 (#76000209)  | San Francisco               | San Francisco | Ex prigione federale di massima sicurezza.                                                                         |
| 4  | Alma                            |      | 7 giugno 1988 (#75000179)    | San Francisco               | San Francisco | |
| 5  | Angelus Temple                  |      | 27 aprile 1992 (#92001875)   | Los Angeles                 | Los Angeles   | Chiesa costruita da e per Aimee Semple McPherson.                                                                  |
| 6  | Casa Stoutenburgh               |      | 25 novembre 1980 ()          | Pasadena                    | Los Angeles   | Villa progettata dall'architetto J. H. Bradbeer di Los Angeles in stile Regina Anna.                               |